# Hector Lucchesi-Palli
Pour les articles homonymes, voir Lucchesi.
Le comte Hector Charles Lucchesi Palli (ou en italien Ettore Carlo Lucchesi Palli), 4e duc de la Grazia (1856) (né le 2 août 1806 à Palerme et mort le 1er avril 1864 au château de Brunnsee) est un aristocrate italien du XIXe siècle qui fut le second époux de la princesse Marie-Caroline de Bourbon-Siciles, veuve du duc de Berry, et le père présumé de l'enfant qu'elle mit au monde durant son incarcération à la citadelle de Blaye.

## Biographie
Second fils d'Antonio Lucchesi-Palli (1781-1856), 3e duc della Grazia, prince de Campo-Franco, vice-roi de Sicile, et de la duchesse née donna Maria Francesca Pignatelli (1784-1856), il épousa secrètement la duchesse de Berry le 14 décembre 1831 à Rome.
Il aurait été le père de la fille à qui la princesse donna naissance, le 10 mai 1833, alors qu'elle était incarcérée à la citadelle de Blaye après sa tentative d'insurrection royaliste dans l'Ouest de la France en 1832. Cette paternité est cependant contestée par les historiens les plus récents.
Libérée de sa prison, la duchesse de Berry, se retrouva persona non grata auprès de la famille royale de France. L'éducation de ses enfants fut confiée à sa belle-sœur la dauphine ; sa fille, Louise d'Artois, petite-fille de France, épousa en 1845 le futur duc Charles III de Parme et fut régente du duché après l'assassinat de son mari jusqu'à l'annexion par le royaume de Sardaigne en 1859. Le comte de Chambord trouva refuge en Autriche mais n'eut pas d'enfant de son mariage avec la princesse Marie-Thérèse de Modène.
Hector Lucchesi-Palli, devenu en 1856 le 4e duc della Grazia, mourut en 1864 à 57 ans. SAR Marie-Caroline, Duchesse della Grazia, se retira dans son château de Brunnsee où elle mourut en 1870 à l'âge de 72 ans.

## Descendance
Le comte Lucchesi-Palli et la duchesse de Berry eurent cinq enfants :
- Anna Maria (née et morte en 1833) ;
- Clementina (1835-1925), qui épousa le comte Camillo Zileri dal Verme degli Obbizi (1830-1896) ;
- Francesca di Paola (1836-1923) qui épousa le prince Camillo Carlo Massimo (1836-1921) ; Leur fils Fabrizio Massimo épousa sa cousine l’infante Béatrice de Bourbon, fille du duc de Madrid et de la princesse Marguerite de Parme (elle même petite-fille de la duchesse de Berry)[1].
- Isabella (1838-1873), qui épousa le marquis Massimiliano Cavriani (1833-1863), puis le comte Giovanni Battista di Conti (1838-1903) ;
- Maria Adinolfo Leopoldo Antonio Ettore (1840-1911), Duc della Grazia, Prince de Campofranco, qui épousa Donna Lucrezia Ruffo dei Duchi di Bagnara. Leur fils Pietro Lucchesi Palli épousa sa cousine, la Princesse Béatrice de Bourbon-Parme, fille de Robert Ier de Parme et donc arrière-petite-fille de la duchesse de Berry.